# Дні польського кіно
Дні Польського кіно в Україні - проєкт Польського Інституту у Києві, який відбувається з 2005 року. Презентує українській публіці найцікавіші та найвизначніші кінострічки сучасного польського кінематографу. 

## 2024
У 2024 році з 2 по 13 жовтня у глядачів була унікальна можливість насолодитися найкращими польськими фільмами останніх років.
2024 року фестиваль відбувся у «гібридному» форматі і навіть розширює своєю географію. Тож, окрім он-лайн показів, Дні польського кіно відбудуться у кінотеатрах Києва, Львова, Луцька, Вінниці, Одеси, Харкова та Житомира. З приємністю презентуємо на polskino.takflix.com хітові польські стрічки «Селяни» та «Зелений кордон», які уже встигли успішно пройти в українському кінопрокаті.

## Відбір
Щодо вибору фільмів, то зазвичай орієнтуються на найпрестижніший польський фестиваль художнього кіно — Фестиваль польського художнього кіно в Ґдині (Festiwal Polskich Filmów Fabularnych).
Цей фестиваль є головною платформою, де демонструють найкращі стрічки останнього року, відібрані провідними режисерами, критиками та продюсерами. Участь у ньому дає змогу ознайомитися з якісною добіркою польського кіно, хоча переглянути всі фільми фізично неможливо. Це важливий орієнтир для нашої програми. Організатори також намагаються урізноманітнити покази: якщо певна стрічка вже була представлена на іншому фестивалі, її можуть замінити іншою, щоб українські глядачі мали змогу побачити якомога ширше коло польських фільмів.